# Sitticus uber
Sitticus uber is een spinnensoort in de taxonomische indeling van de springspinnen (Salticidae).
Het dier behoort tot het geslacht Sitticus. De wetenschappelijke naam van de soort werd voor het eerst geldig gepubliceerd in 1990 door María Elena Galiano & Léon Baert.